# びわ湖毎日マラソン
びわ湖毎日マラソン大会（びわこまいにちマラソンたいかい）は、日本陸上競技連盟が主催していたワールドアスレティックス（国際陸連）ゴールドラベルの男子マラソン大会で、国際大会の代表選手選考会も兼ねていた。毎年春に滋賀県で開催されていた。国際マラソン・ディスタンスレース協会（AIMS）認定コース。2021年大会を最後に単独大会としての開催が終了し、2022年は大阪マラソンとの統合大会として開催された（回数は通算したものも使用されている）が、2023年以降は名義上大阪マラソンの単独大会となるため、終了となった。

## 概要
単独開催終了時点では、大津市皇子山陸上競技場を発着点とする42.195kmのコースであった。コースについては過去に何度か変更されている。2010年にもコースが一部変更され、折り返し地点が従来の草津市新浜から大津市大萱に変更となった。30km地点手前の大津市平津付近を除けば高低差があまりないため「高速コース」と言われたが、終盤には比良山系からの向かい風がランナーを苦しめた。

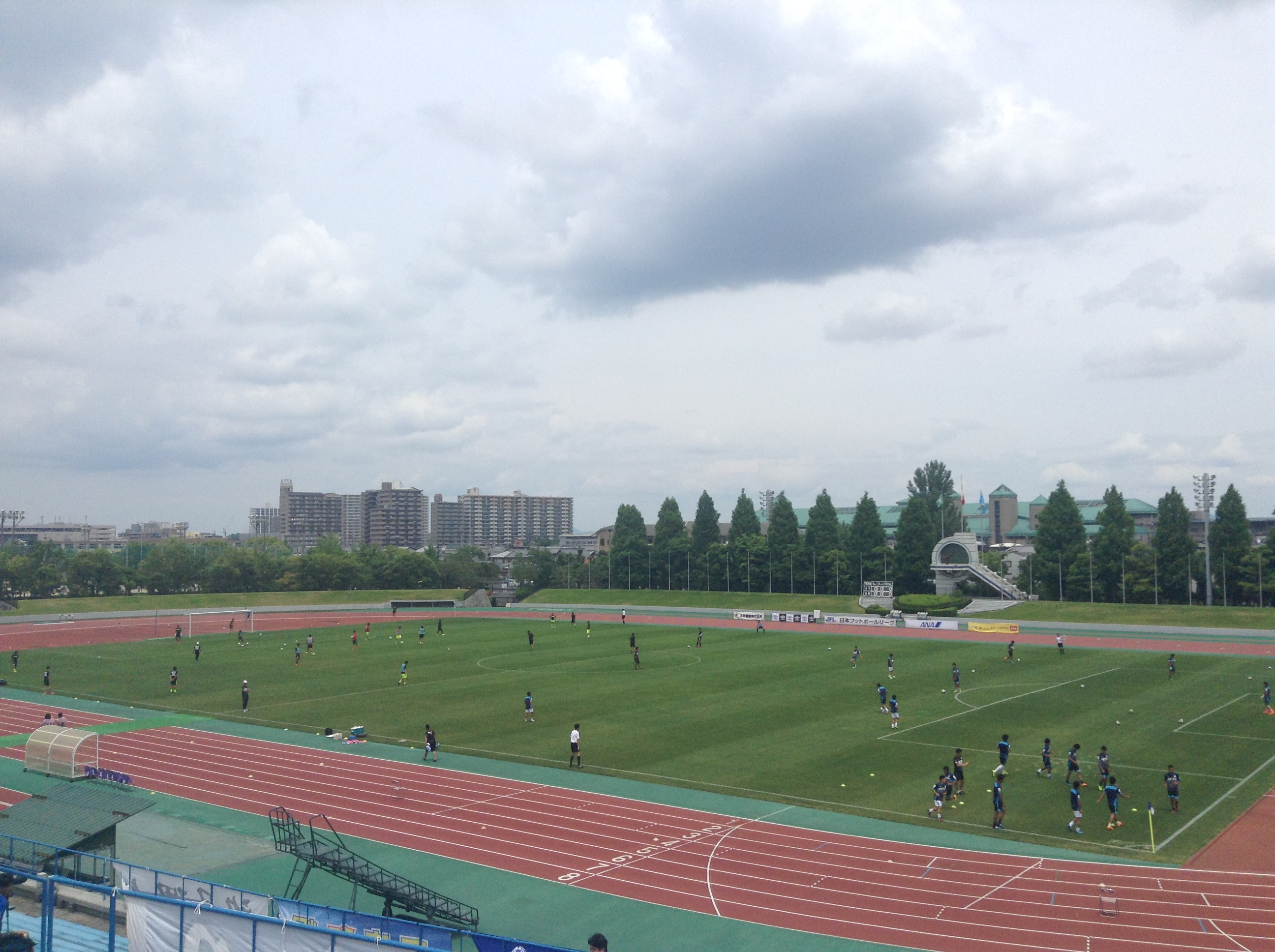
発着点である皇子山陸上競技場

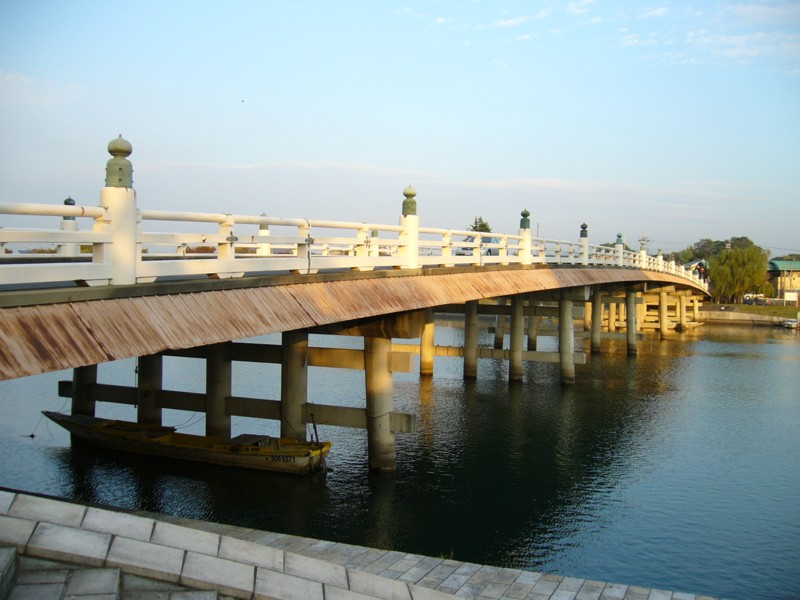
瀬田の唐橋はランナーの走行を4回観戦できるスポットだった。

東京マラソンと同様に、この大会でも滋賀（特に大津市）の名所を通り、浜大津（大津港）や、国宝・石山寺、日本三名橋の一つ瀬田の唐橋などが、その代表的な場所となった。
オリンピック・世界陸上競技選手権大会・アジア競技大会の男子代表を選ぶための最終選考会となっていた。本大会と福岡国際マラソン、東京マラソンの3大会で3年おきに持ち回りで男子マラソンの日本選手権を兼ねて行われていた。また開催時期が3月であり、箱根駅伝などの大学駅伝シーズンも終わり、比較的長い期間マラソン練習が積めるために、有力な学生ランナーにとっては、在学時に最も出場しやすい大会とされた。日本大学の川島義明、中京大学の中尾隆行、山梨学院大学の中村祐二が優勝を果たし、中央大学の藤原正和が初マラソン日本人最高記録および学生最高記録更新の快挙を達成している。
2018年・2019年（2017年度・2018年度）の大会は、2020年東京五輪のマラソン日本代表候補を決める「マラソングランドチャンピオンシップ」（通称:MGC）シリーズの対象レースに指定された。
この大会の模様は、コース上にあるNHK大津放送局に放送センターを置き、大津局を管轄するNHK大阪放送局からテレビとラジオで全国中継していた。総合テレビのアナログ放送とNHKワールド・プレミアムではスポーツ中継としては珍しく16:9の画面サイズで放送していたが、2008年 - 2010年の大会の中継は他のNHKのロードレース中継と同じく14:9の画面サイズで放送した。2011年大会から再び16:9の画面サイズで放送している（アナログ放送はこの大会の放送が最後となるが、NHKワールド・プレミアムでは完全デジタル化後も本大会に限らず、以降に放送されるすべてのマラソン・駅伝大会も16:9レターボックス放送は継続）。ただし、2019年と2020年大会は編成の都合（2019年は『NHKのど自慢』特別編放送、2020年は9時 - 10時が『日曜討論』放送優先のため）や、主催者の都合などでEテレとFMで放送された。
同じ毎日新聞社などが主催する別府大分毎日マラソンや、同じ日本選手権と兼ねて行われていたこともある福岡国際マラソンとは異なり、NHKから民放に放映権（放送権）を移したり、一本化してテレビ・ラジオ中継を行ったことはない。
- 主催： 日本陸上競技連盟、毎日新聞社、滋賀県、大津市
- 主管： 滋賀陸上競技協会
- 共催： NHK（2003年より[4]）
- 後援： 滋賀県スポーツ協会、大津市体育協会、スポーツニッポン新聞社
- 特別協賛： 住友電工（2013年 - ）（過去の特別協賛社は以下の通りである。（三菱電機（1985年 - 1986年）→NEC日本電気グループ（1987年 - 1991年）→ローソン（1992年）→JR西日本[注 1]（1993年 - 1997年）→ローム（1998年 - 2009年）→ケイ・オプティコム（2010年 - 2012年）））
- 協賛： シチズン時計、三菱自動車工業（第61回大会まではスバル、第62回大会はダイハツ）、日本IBM（ - 2017年）、GSユアサ（2018年 - ）
- 支援： 滋賀県警察、陸上自衛隊大津駐屯地

## 参加資格
- 次の2項をいずれも満たす男子競技者

1. 日本陸上競技連盟の登録競技者で、大会当日満19歳以上の者
2. 大会当日より過去2年以内に、下記いずれかの公認記録を出した者
  1. マラソン： 2時間30分以内
  2. ハーフマラソン： 1時間10分以内
  3. 30km： 1時間40分以内
  4. 20km： 1時間05分以内
  5. 10000m： 31分以内

- 日本陸上競技連盟が推薦する者

参加料は一人5000円である。

## 大会の歴史
1946年に第1回が行われたことから、終了以前は「（現在開催されている中では）日本最古のマラソン大会」ともいわれた。
- 第1回（1946年10月） - 「全日本毎日マラソン選手権」が大阪府で開催される。難波別院跡地の毎日運動場前を発着し、御堂筋・十三大橋を経て国鉄池田駅（現・JR川西池田駅）を折返すコースで競われる[5]。スターターは元オリンピック代表の津田晴一郎が務めた[6]。
- 第3回（1948年5月） - GHQの命令により、発着点を梅田の毎日新聞大阪本社前に変更[5][注 2]。
- 第5回（1950年5月） - 「毎日マラソン」と改称。泉北郡高石町（現：高石市）を往復するコースに変更[5]。
- 第7回（1952年5月） - 1952年ヘルシンキオリンピックのマラソン代表最終選考会を兼ねる。以降、1980年モスクワオリンピックを除く全ての夏季オリンピックのマラソン代表選手選考会となる。
- 第14回（1959年5月） - 大阪市内の交通事情悪化のため、出発点を住之江区に移し、忠岡町折返し・ 毎日新聞大阪本社前をゴールとするコースに変更[5]。
- 第16回（1961年6月） - 発着点を堺市の浜寺公園に移し、住之江区と岸和田城を折り返すコースに変更[5]。毎日放送ラジオが野球中継を中断し、17時～17時半まで孫基禎をゲストに招いてゴール前実況中継を放送した[7]。
- 第17回（1962年5月） - 交通事情の悪化により大阪府から滋賀県（皇子山運動公園発着[注 3]・志賀町折返しの琵琶湖西岸コース）に変更[5][注 4]。
- 第18回（1963年5月） - 東京オリンピックのマラソンコースを使用して開催（第19回大会〔1964年4月実施〕まで）。
- 第20回（1965年5月） - 3年ぶりに滋賀県に戻る。発着点は皇子山陸上競技場となり、琵琶湖西岸から琵琶湖大橋を渡って守山町（現・守山市）折返しのコースに変更[5]。
- 第23回（1968年4月） - この回よりコースを皇子山陸上競技場発着、琵琶湖南岸から瀬田唐橋を渡り、東岸の守山市折返しのルートに変更[8]。琵琶湖大橋経由のルートは3回で終了となった。
- 第30回（1975年4月） - 瀬田唐橋の改修工事に伴い、近江大橋を経由するルートに変更[5]。
- 第36回（1981年3月） - 改修工事完成により、再び瀬田唐橋経由のルートに戻る[5]。
- 第38回（1983年3月） - 「びわ湖毎日マラソン」と改称する。また、世界陸上ヘルシンキ大会のマラソン代表選考会を兼ねる。10年後の世界陸上シュトゥットガルト大会以降、全ての世界陸上競技選手権大会のマラソン代表選手選考会となる。
- 第41回（1986年3月） - ソウルアジア大会のマラソン代表選考会を兼ねる。以降、バンコクアジア大会を除く全てのアジア競技大会のマラソン代表選手選考会となる。
- 第44回（1989年3月） - 瀬田川沿いに瀬田川洗堰を経由して草津市新浜を周回するコースに変更[5]。
- 第49回（1994年3月） - 1994年アジア競技大会と同じコースを使用し、「毎日国際マラソン」として実施。
- 第51回（1996年3月） - ヨアキム・ピネイロが大会史上初めて2時間10分の壁を破る。
- 第65回（2010年3月） - 折り返し点を大津市大萱とするコース変更。
- 第74回（2019年3月） - 東京マラソンの開催日の変更にともない本大会も1週繰り下がり、名古屋ウィメンズマラソンと同日開催になる。
- 第75回（2020年3月） - 競技開始が午前に変更。機材トラブルにより予定より10分遅れてスタートした[9]。
- 第76回（2021年2月） - 本大会も2週繰り上がり、2月最終日曜開催に変更。かつ大津市での最後の大会となり、鈴木健吾（富士通）が2時間04分56秒の日本新記録を樹立して優勝した[10]。

1981年頃から1993年頃までは新人の登竜門的な大会で、オリンピックや世界選手権などの選考レースに格付けされていても一線級の参加があまり見られなかったが、1988年の第43回では前年12月の福岡国際マラソンを怪我のため欠場していた瀬古利彦が出場して注目を集めた。瀬古は優勝し同年のソウル五輪の出場権を獲得したことで物議を醸した。
1997年（第52回）、前年のアトランタ五輪で4位に入ったマルティン・フィスが参加し、当時の国内マラソン最高記録で優勝したことで状況が変わり、フラットで好記録が出るコースということで、国内の一線級も参加するようになった。
大きな国際大会の前哨戦や大会運営の予行演習として、会場が変更されたことがあった。
1. 1963年（第18回）と1964年（第19回）は、日本選手権、東京オリンピック選考会並びにオリンピックマラソンのリハーサルも兼ねて国立競技場（新宿区）〜飛田給（調布市）折り返しの甲州街道を通る東京オリンピックのマラソンと同じコースでのレースとなった。
2. 1994年（第49回）は広島アジア大会のリハーサルも兼ねて、広島にて「毎日国際マラソン」として開催された。

1985年から2004年は、スタート前にトラックでびわ湖全日本女子競歩大会が開催されていた。
大会の開催時期は、第1回が10月に開催されたのち、第2回から24回（1969年）までは5月がメインで、時に4月（第19回・1964年、第23回・1968年）や6月（第16回・1961年、第21回・1966年）にも開催されていた。第25回（1970年）が4月に開催されてからは5月・6月の開催はなくなり、第26回（1971年） - 28回（1973年）が3月、第29回（1974年） - 第34回（1979年）が4月と変遷して、第35回（1980年）以降は3月開催で定着した。第62回（2007年）は、レースの途中で気温が20度以上に上昇し、春先とは思えない過酷なコンディションに見舞われた。日本の招待選手10人が暑さに対応しきれず惨敗した。単独での最終開催となった第76回（2021年）は大会史上初めて2月開催となった。
2008年、国際陸上競技連盟は、マラソンなどの世界のロードレースを格付けする制度を導入した。びわ湖毎日マラソンは、2009年、国内で初めて最高位の「ゴールド」にランクされた。2010年もこの年に初めてランク入りした東京マラソンともに2年連続「ゴールド」にランクされている。
2021年の第76回大会で大津市での開催を終え、2022年に大阪マラソンと統合し「第10回大阪マラソン・第77回びわ湖毎日マラソン統合大会（仮称）」として行われることが決定した。2022年2月27日（第4日曜日）に第10回大阪マラソン・第77回びわ湖毎日マラソン統合大会が統合後初開催された。2023年は2月26日に「第11回大阪マラソン」として開催されるため、「びわ湖毎日マラソン」は名実ともに終了となった。なお、毎日新聞社は大阪マラソンの共催に加わり、NHKによる中継も引き続き行われている。
2023年より、当大会の後継イベントとして市民マラソンの「びわ湖マラソン」を開催することになり、同年3月12日に第1回大会が開催された。同大会は大阪マラソン共催のひとつでもある読売新聞社が後援している。スタートは同じ皇子山陸上競技場であるが、大津市、草津市、守山市の3市にまたがり、3度折り返した後、烏丸半島をフィニッシュとするコースに変更された。

## 歴代優勝者
※第77回（統合後）は大阪マラソンを参照。
| 回 | 日付           | タイム         | 名前                                     | 備考                                                       |
| -- | -------------- | -------------- | ---------------------------------------- | ---------------------------------------------------------- |
| 01 | 1946年10月20日 | 2時間44分57秒  | 古賀新三 (JPN)（三井山野）               | 第16回まで大阪開催                                         |
| 02 | 1947年5月18日  | 2時間43分17秒  | 古賀新三 (JPN) -2-                       |                                                            |
| 03 | 1948年5月9日   | 2時間40分05秒  | 古賀新三 (JPN) -3-                       | スタートを毎日新聞大阪本社前に変更                         |
| 04 | 1949年5月8日   | 2時間40分32秒  | 山田三郎 (JPN)（岐阜青年）               |                                                            |
| 05 | 1950年5月7日   | 2時間37分25秒  | 野田義一 (JPN)（坂出クラブ）             | 高石町往復にコースを変更                                   |
| 06 | 1951年5月6日   | 2時間32分41秒  | 浅井正 (JPN)（中京商業高校教員）         |                                                            |
| 07 | 1952年5月4日   | 2時間29分55秒4 | 内川義高 (JPN)（三井山野）               |                                                            |
| 08 | 1953年5月10日  | 2時間41分28秒  | 宇和博 (JPN)（旭化成）                   |                                                            |
| 09 | 1954年5月16日  | 2時間27分56秒  | 濱村秀雄 (JPN)（山口県教育委員会）       |                                                            |
| 10 | 1955年5月8日   | 2時間26分32秒  | 広島庫夫 (JPN)（旭化成）                 | 20年ぶりの日本最高記録                                     |
| 11 | 1956年5月5日   | 2時間27分45秒  | 川島義明 (JPN)（日本大学）               |                                                            |
| 12 | 1957年5月3日   | 2時間31分20秒  | 広島庫夫 (JPN) -2-                       |                                                            |
| 13 | 1958年5月11日  | 2時間25分51秒  | 中尾隆行 (JPN)（中京大学）               |                                                            |
| 14 | 1959年5月10日  | 2時間30分06秒  | 広島庫夫 (JPN) -3-                       | スタートを住之江区、折返しを忠岡町に変更                   |
| 15 | 1960年5月15日  | 2時間34分57秒  | 貞永信義 (JPN)（鐘紡）                   |                                                            |
| 16 | 1961年6月25日  | 2時間29分27秒  | アベベ・ビキラ (ETH)                     | 浜寺公園発着、住之江区・岸和田城折返しに変更               |
| 17 | 1962年5月13日  | 2時間27分37秒  | 長田正幸 (JPN)（八幡製鉄所）             | 以降、原則として滋賀開催                                   |
| 18 | 1963年5月12日  | 2時間20分24秒8 | 君原健二 (JPN)（八幡製鉄所）             | 東京開催                                                   |
| 19 | 1964年4月12日  | 2時間17分11秒4 | 君原健二 (JPN) -2-                       | 東京開催                                                   |
| 20 | 1965年5月9日   | 2時間22分55秒8 | アベベ・ビキラ (ETH) -2-                 | 3年ぶりの滋賀開催。琵琶湖大橋経由に変更                    |
| 21 | 1966年6月5日   | 2時間26分01秒6 | 御船芳郎 (JPN)（リッカー）               |                                                            |
| 22 | 1967年5月14日  | 2時間25分53秒  | 御船芳郎 (JPN) -2-                       |                                                            |
| 23 | 1968年4月14日  | 2時間13分49秒  | 宇佐美彰朗 (JPN)（桜門陸友会）           | 瀬田唐橋経由の琵琶湖南岸・東岸ルートに変更                 |
| 24 | 1969年5月11日  | 2時間22分44秒  | 松原一夫 (JPN)（全鐘紡）                 |                                                            |
| 25 | 1970年4月12日  | 2時間13分46秒  | ビル・アドコックス (GBR)                 |                                                            |
| 26 | 1971年3月21日  | 2時間16分45秒4 | 采谷義秋 (JPN)（竹原高等学校教員）       |                                                            |
| 27 | 1972年3月19日  | 2時間20分24秒  | 宇佐美彰朗 (JPN) -2-                     |                                                            |
| 28 | 1973年3月18日  | 2時間12分03秒  | フランク・ショーター (USA)               |                                                            |
| 29 | 1974年4月21日  | 2時間13分24秒  | 宇佐美彰朗 (JPN) -3-                     |                                                            |
| 30 | 1975年4月20日  | 2時間12分40秒  | 宇佐美彰朗 (JPN) -4-                     | 近江大橋経由に変更                                         |
| 31 | 1976年4月18日  | 2時間15分22秒  | 宇佐美彰朗 (JPN) -5-                     |                                                            |
| 32 | 1977年4月17日  | 2時間14分08秒  | カレル・リスモン (BEL)                   |                                                            |
| 33 | 1978年4月16日  | 2時間15分15秒  | 宗猛 (JPN)（旭化成）                     |                                                            |
| 34 | 1979年4月15日  | 2時間13分26秒  | 宗茂 (JPN)（旭化成）                     |                                                            |
| 35 | 1980年3月23日  | 2時間14分33秒  | 弓削裕 (JPN)（旭化成）                   |                                                            |
| 36 | 1981年3月15日  | 2時間14分38秒  | 松尾正雄 (JPN)（九州電工）               | 瀬田唐橋経由に戻る                                         |
| 37 | 1982年3月14日  | 2時間15分23秒  | 水久保美千男 (JPN)（新日鉄八幡製鉄所）   |                                                            |
| 38 | 1983年3月13日  | 2時間13分22秒  | 川口孝志郎 (JPN)（中京高等学校職員）     |                                                            |
| 39 | 1984年3月11日  | 2時間14分24秒  | 岩瀬哲治 (JPN)（リッカー）               |                                                            |
| 40 | 1985年3月10日  | 2時間11分04秒  | 阿部文明 (JPN)（日本電気HE）             |                                                            |
| 41 | 1986年3月9日   | 2時間14分55秒  | 渋谷俊浩 (JPN)（雪印乳業）               |                                                            |
| 42 | 1987年3月8日   | 2時間11分08秒  | 阿部文明 (JPN) -2-                       |                                                            |
| 43 | 1988年3月13日  | 2時間12分41秒  | 瀬古利彦 (JPN)（エスビー食品）           |                                                            |
| 44 | 1989年3月12日  | 2時間14分31秒  | 小指徹 (JPN)（ダイエー）                 | 草津市折返しの周回コースに変更                             |
| 45 | 1990年3月11日  | 2時間13分03秒  | エディ・エルブイク (BEL)                 |                                                            |
| 46 | 1991年3月10日  | 2時間11分34秒  | サイモン・ムラシャニ (TZA)               |                                                            |
| 47 | 1992年3月15日  | 2時間13分15秒  | マイク・オレイリー (IRL)                 |                                                            |
| 48 | 1993年3月14日  | 2時間11分01秒  | マイク・オレイリー (GBR) -2-             |                                                            |
| 49 | 1994年3月6日   | 2時間11分05秒  | 鈴木賢一 (JPN)（富士通）                 | 広島開催                                                   |
| 50 | 1995年3月19日  | 2時間10分49秒  | 中村祐二 (JPN)（山梨学院大学）           |                                                            |
| 51 | 1996年3月3日   | 2時間09分32秒  | ヨアキム・ピネイロ (PRT)                 |                                                            |
| 52 | 1997年3月2日   | 2時間08分05秒  | マルティン・フィス (ESP)                 | 当時国内レース最高                                         |
| 53 | 1998年3月1日   | 2時間08分43秒  | 小島宗幸 (JPN)（旭化成）                 |                                                            |
| 54 | 1999年3月7日   | 2時間08分50秒  | マルティン・フィス (ESP) -2-             |                                                            |
| 55 | 2000年3月5日   | 2時間08分14秒  | マルティン・フィス (ESP) -3-             |                                                            |
| 56 | 2001年3月4日   | 2時間07分34秒  | アントニオ・ペーニャ (ESP)               |                                                            |
| 57 | 2002年3月3日   | 2時間08分35秒  | 武井隆次 (JPN)（エスビー食品）           |                                                            |
| 58 | 2003年3月2日   | 2時間07分39秒  | ジャフェト・コスゲイ (KEN)               |                                                            |
| 59 | 2004年3月7日   | 2時間07分42秒  | ホセ・リオス (ESP)                       |                                                            |
| 60 | 2005年3月6日   | 2時間09分00秒  | ジョセフ・リリ (KEN)                     |                                                            |
| 61 | 2006年3月5日   | 2時間09分15秒  | ホセ・リオス (ESP) -2-                   |                                                            |
| 62 | 2007年3月4日   | 2時間10分43秒  | サムソン・ラマダニ (TZA)                 |                                                            |
| 63 | 2008年3月2日   | 2時間08分23秒  | ムバラク・ハッサン・シャミ (QAT)         |                                                            |
| 64 | 2009年3月1日   | 2時間10分22秒  | ポール・テルガト (KEN)                   |                                                            |
| 65 | 2010年3月7日   | 2時間09分34秒  | イエマネ・ツェガエ (ETH)                 | コースの一部を変更                                         |
| 66 | 2011年3月6日   | 2時間06分13秒  | ウィルソン・キプサング (KEN)             |                                                            |
| 67 | 2012年3月4日   | 2時間07分04秒  | サムエル・ドゥング (KEN)（愛知製鋼）     |                                                            |
| 68 | 2013年3月3日   | 2時間08分34秒  | ヴィンセント・キプルト (KEN)             |                                                            |
| 69 | 2014年3月2日   | 2時間09分10秒  | バズ·ウォルク (ETH)                      |                                                            |
| 70 | 2015年3月1日   | 2時間09分08秒  | サムエル・ドゥング (KEN) -2-             |                                                            |
| 71 | 2016年3月6日   | 2時間09分11秒  | ルーカス・ロティチ (KEN)                 |                                                            |
| 72 | 2017年3月5日   | 2時間09分06秒  | エゼキエル・キプトー・チェビー (KEN)     |                                                            |
| 73 | 2018年3月4日   | 2時間07分53秒  | マチャリア・ディラング (KEN)（愛知製鋼） |                                                            |
| 74 | 2019年3月10日  | 2時間07分52秒  | サラエディーン・ブナスル (MAR)           |                                                            |
| 75 | 2020年3月8日   | 2時間07分29秒  | エバンス・チェベト (KEN)                 |                                                            |
| 76 | 2021年2月28日  | 2時間04分56秒  | 鈴木健吾 (JPN)（富士通）                 | 最後の滋賀開催、日本人選手初の2時間4分台突入の日本新記録。 |